# Tona (Kolumbien)
Tona ist eine Gemeinde (municipio) im Departamento Santander in Kolumbien. 

## Geographie
Die Gemeinde Tona liegt in der Provinz Soto Norte im nordöstlichen Santander in den kolumbianischen Anden auf einer Höhe von etwa 1600 Metern und hat eine Jahresdurchschnittstemperatur von 18 °C. Tona liegt 37 Kilometer von Bucaramanga entfernt. An die Gemeinde grenzen im Norden Charta und Vetas, im Osten Silos im Departamento de Norte de Santander, im Süden Santa Bárbara, Piedecuesta und Floridablanca und im Westen Bucaramanga. Der größte Ort der Gemeinde ist das corregimiento Berlín.

## Bevölkerung
Die Gemeinde Tona hat 7239 Einwohner, von denen 574 im städtischen Teil (cabecera municipal) der Gemeinde leben (Stand: 2019).

## Geschichte
Tona wurde 1550 gegründet und nach einem indigenen Kaziken benannt. Seit 1832 hat Tona den Status einer Gemeinde.

## Wirtschaft
Der wichtigste Wirtschaftszweig in Tona ist die Landwirtschaft. Es werden vor allem Zwiebeln, Sellerie, Kartoffeln, Karotten, Kaffee, Bohnen, Gurken, Paprika und Tomaten angebaut. Zudem gibt es Rinder- und andere Tierproduktion sowie Forellenzucht.